# Talang Ubi Barat
Talang Ubi Barat is een bestuurslaag in het regentschap Muara Enim van de provincie Zuid-Sumatra, Indonesië. Talang Ubi Barat telt 7166 inwoners (volkstelling 2010).